# Coupe de France féminine de football 2020-2021
Navigation
Coupe de France 2019-2020 Coupe de France 2021-2022
La Coupe de France de football 2020-2021 est la 20e édition de la Coupe de France féminine, compétition à élimination directe mettant aux prises des clubs de football amateurs et professionnels affiliés à la Fédération française de football, qui l'organise conjointement avec les ligues régionales. La compétition est définitivement arrêtée le 24 mars 2021 en raison de la pandémie de Covid-19.

## Déroulement de la compétition
Le système est modifié cette saison en raison de la pandémie de Covid-19 qui perturbe le déroulement de la compétition.
Il n'y a pas de prolongation dans la compétition.
Les équipes de Division 2 entrent en lice au premier tour fédéral, tandis que les D1 prennent part à la compétition à partir des seizièmes de finale en s'affrontant entre eux.

## Calendrier
Voici le calendrier de cette édition modifié du fait de la pandémie de Covid-19.
| Tour                              | Nom                    | Dates retenues                                         | Équipes participantes  | Équipes restantes      |
| Phase régionale (2020)            | Phase régionale (2020) | Phase régionale (2020)                                 | Phase régionale (2020) | Phase régionale (2020) |
| --------------------------------- | ---------------------- | ------------------------------------------------------ | ---------------------- | ---------------------- |
|                                   | Tours régionaux        | selon les ligues                                       |                        |                        |
|                                   | Finales régionales     | 2021                                                   |                        |                        |
| Phase fédérale                    |                        |                                                        |                        |                        |
| Entrée des 24 clubs de Division 2 |                        |                                                        |                        |                        |
|                                   | 1er tour               | 2021                                                   | 80                     | 40                     |
|                                   | 2e tour                | 2021                                                   | 40                     | 20                     |
| Phase finale (2021)               |                        |                                                        |                        |                        |
| Entrée des 12 clubs de Division 1 |                        |                                                        |                        |                        |
|                                   | Seizièmes de finale    | 30-31 janvier 2021 (clubs de D1) ? 2021 (autres clubs) | 32                     | 16                     |
|                                   | Huitièmes de finale    | 2021                                                   | 16                     | 8                      |
|                                   | Quarts de finale       | 2021                                                   | 8                      | 4                      |
|                                   | Demi-finales           | 2021                                                   | 4                      | 2                      |
|                                   | Finale                 | 29 ou 30 mai 2021                                      | 2                      | 1                      |

## Résultats

### Phase finale

#### Seizièmes de finale
Les 20 clubs qualifiés du deuxième tour fédéral et les 12 clubs de Division 1 jouent séparément.
Le tirage au sort des clubs de D1 a lieu le jeudi 7 janvier 2021.
Les équipes de D1 sont réparties en 2 groupes de 6 équipes.

- Groupe A

| Samedi 30 janvier | Girondins de Bordeaux                        | 5-0   | Le Havre AC |                                                                                     |                                                                                     |
| 14h30             | Shaw 37e 56e · Snoeijs 39e 42e · Jaurena 75e | (3-0) |             | Stade Sainte-Germaine, Le Bouscat Spectateurs : huis clos Arbitrage : Charlène Laur | Stade Sainte-Germaine, Le Bouscat Spectateurs : huis clos Arbitrage : Charlène Laur |

| Samedi 30 janvier | EA Guingamp                                 | 3-0   | ASJ Soyaux | | |
| 15h00             | Munich 7e (csc) · Cambot 10e · Peniguel 14e | (3-0) |            | Centre de formation de l'En avant Guingamp, Pabu Spectateurs : huis clos Arbitrage : Gabrielle Guillot | Centre de formation de l'En avant Guingamp, Pabu Spectateurs : huis clos Arbitrage : Gabrielle Guillot |

| Samedi 30 janvier | FC Fleury 91 | 0-2   | Paris Saint-Germain            |                                                                                                |                                                                                                |
| 16h00             |              | (0-1) | 30e (pen.) Däbritz · 52e Bruun | Stade Auguste-Gentelet, Fleury-Mérogis Spectateurs : huis clos Arbitrage : Maïka Vanderstichel | Stade Auguste-Gentelet, Fleury-Mérogis Spectateurs : huis clos Arbitrage : Maïka Vanderstichel |

- Groupe B

| Vendredi 29 janvier | Stade de Reims | 0-5   | Olympique lyonnais                                           | | |
| 14h30               |                | (0-2) | 16e 51e 53e Marozsán · 36e (pen.) Renard · 49e Gunnarsdóttir | Stade Louis-Blériot, Bétheny Spectateurs : huis clos Diffuseur : Eurosport 1, OL TV Arbitrage : Justine Catania | Stade Louis-Blériot, Bétheny Spectateurs : huis clos Diffuseur : Eurosport 1, OL TV Arbitrage : Justine Catania |

| Samedi 30 janvier | Dijon FCO                           | 1-1 4 - 2 t. a. b. | Paris FC                               |                                                                                    |                                                                                    |
| 14h30             | Oparanozie 67e                      | (0-1)              | 28e Sällström                          | Stade des Poussots, Dijon Spectateurs : huis clos Arbitrage : Emeline Rochebilière | Stade des Poussots, Dijon Spectateurs : huis clos Arbitrage : Emeline Rochebilière |
| 14h30             | Declercq · Lavaud · Fercocq · Amani | Tirs au but 4 - 2  | Thiney · Greboval · Butel · Laplacette | Stade des Poussots, Dijon Spectateurs : huis clos Arbitrage : Emeline Rochebilière | Stade des Poussots, Dijon Spectateurs : huis clos Arbitrage : Emeline Rochebilière |

| Dimanche 31 janvier | GPSO 92 Issy                           | 2-1   | Montpellier Hérault SC |                                                                                                 |                                                                                                 |
| 14h30               | Machart-Rabanne 14e · Teinturier 90+4e | (1-0) | 54e Lakrar             | Stade Alphonse-Le Gallo, Boulogne-Billancourt Spectateurs : huis clos Arbitrage : Romy Fournier | Stade Alphonse-Le Gallo, Boulogne-Billancourt Spectateurs : huis clos Arbitrage : Romy Fournier |

#### Huitièmes de finale
À ce stade de la compétition, tous les clubs qualifiés peuvent se rencontrer.
Cette édition de la Coupe de France féminine, est officiellement arrêtée le 24 mars 2021 en raison de la pandémie de Covid-19.